# Батальон имени Джохара Дудаева
Батальон имени Джохара Дудаева или «Чеченский миротворческий батальон имени Джохара Дудаева» (укр. Чеченський миротворчий батальйон імені Джохара Дудаєва) — военное подразделение чеченских добровольцев, принимающее участие в российско-украинской войне на стороне Украины. Состоит преимущественно из чеченцев, мигрировавших за границу после второй чеченской войны. Назван в честь первого президента Чеченской Республики Ичкерия Джохара Дудаева.

## Создание
Батальон был создан в марте 2014 года в Дании. Инициатором его создания было общественно-политическое движение «Свободный Кавказ», которое было создано в 2006 году. 3 марта 2014 года президиум ОПД «Свободный Кавказ» заявил о создании батальона для участия в вооружённом конфликте на востоке Украины. 26 марта было заявлено, что 1-я рота Международного миротворческого батальона имени Джохара Дудаева будет названа в честь Сашка Билого. 2-я рота названа в честь Хамзата Гелаева.

## Участие в боевых действиях
Батальон принимал участие в боях за Иловайск, где понёс серьёзные потери. В начале 2015 года батальон участвовал в боях за Дебальцево, в ходе которых погиб первый командир отряда Иса Мунаев.
В начале 2022 года батальон принимал участие в боях за Киев в ходе вторжения России на Украину.
В 2022 году участвовал в освобождении Харькова. 

## Члены батальона
Известны некоторые лица, записавшиеся добровольцами в батальон:
- Муслим Мадиев, заместитель командира батальона имени Джохара Дудаева, командир разведывательно-штурмовой группы, а также военный советник батальона, участник первой и второй российско-чеченских войн в качестве полевого командира[4]. Соратник Руслана Гелаева и Докки Умарова[12].
- Иса Садыгов, полковник ВС Азербайджана, бывший заместитель министра обороны Азербайджана (1993—1995), бывший глава «Союза офицеров Азербайджана», объявленный у себя на родине в розыск[11]. Начальник Штаба Батальона имени Джохара Дудаева[13].
- Фотограф Сергей Мельникофф, гражданин США, кавалер ордена «Герой Ичкерии»[11].
- Нуреддин Исмаилов, во время Карабахской войны командовал отрядом «Серые волки»[11].
- Шамиль Цунеока Танака, японский журналист, в 2001 году принял ислам, находясь в составе отряда Гелаева, участвовавшего в конфликте в Кодорском ущелье[11].
- Амина Окуева, она же Наталья Каминская, она же Амина Мустафинова, жена Адама Осмаева, пресс-секретарь Батальона имени Джохара Дудаева[14].